# Amrita Bazar Patrika
Amrita Bazar Patrika was een van de oudste kranten van India. Tijdens de Engelse overheersing was het een nationalistische krant die een belangrijke rol speelde in de onafhankelijkheidsstrijd.
Het eerste nummer kwam uit op 20 februari 1868, de oprichters waren de broers Sisir Ghosh en Moti Lal Ghosh, die het wilden opnemen voor arme boeren. Aanvankelijk was het een Bengaals weekblad. In 1871 verhuisde het naar Kolkata, waar het een tweetalig blad werd (Bengaals en Engels), dat zich keerde tegen de Britse overheersing en zeer populair werd. Lord Lytton porbeerde daar wat tegen te doen met de  Vernacular Press Act (rond 1876) en het blad werd daarom snel een Engelstalig blad. In 1891 werd het een dagblad, dat gaandeweg ook aan onderzoeksjournalistiek ging doen. Zo ontdekte het dat de toenmalige Viceroy plannen had om Kashmir te annexeren. Het stelde zich teweer tegen aanslagen op burgervrijheden en economische exploitatie. De krant kwam begin 20ste eeuw regelmatig in aanvaring met Viceroy Lord Curzon. Later zorgde het er onder meer voor dat Subhash Chandra Bose en andere studenten die weggestuurd waren van een universiteit, weer terug konden. Het droeg bij aan de het succes van de vrijheidsbeweging onder Mahatma Gandhi. Tijdens de opsplitsing van India (in India en Pakistan) omarmde het de vrede tussen de verschillende bevolkingsgroepen. De krant stopte ermee in 1986. In 2006 was er sprake van dat het blad opnieuw leven zou worden ingeblazen.